# 18 mai 1920
Le mardi 18 mai 1920 est le 139e jour de l'année 1920.

## Naissances
- Émile Bertrand (mort le 3 novembre 1943), résistant français
- Yoon Byung-in (mort le 3 avril 1983), grand maître d'arts martiaux nord-coréen
- René Pontoni (mort le 14 mai 1983), footballeur argentin
- Anthony Storr (mort le 17 mars 2001), auteur et psychiatre britannique
- Jean-Paul II (mort le 2 avril 2005), pape polonais
- Simone Mayer (morte  le 6 octobre 2006), médecin français
- Jeanne Delay (morte le 6 octobre 2012), pongiste française
- Ivan Večenaj (mort le 13 février 2013), peintre naïf croate
- Pietro Musumeci, espion italien

## Autres événements
- Constitution islandaise du 18 mai 1920
- Éclipse solaire partielle, visible en Australie et en Antarctique